# Шэн (фамилия)
Шэн — китайская фамилия (клан). Перевод — «процветать».

## Известные Шэн 盛
- Шэн Кэи (род. 1973) — китайская писательница.
- Шэн Сянь 盛宪 — один из персонажей китайской истории, упоминаемый в эпосе «Троецарствие».
- Шэн Сюаньхуай  (盛宣怀, 1844—1916) — министр транспорта в администрации династии Цин, политик и промышленник.
- Шэн Шицай (кит. 盛世才) — губернатор Синьцзяна во время Второй Мировой войны.